# Кита, Икки
Икки Кита (яп. 北 一輝 Кита Икки, 3 апреля 1883 года, село Рёцу-Минато, в настоящее время город Садо префектуры Ниигата — 19 августа 1937 года) — японский писатель, мыслитель и политический философ, который активно работал в раннем периоде Сёва в Японии. Он был социалистом, которого также называли «идеологическим отцом японского фашизма». Однако в своих трудах он затрагивал различные темы, такие как паназиатизм, буддизм Нитирэн, фундаментальные права человека и эгалитаризм. Кроме того, он был связан с китайскими революционными кругами.
Хотя его публикации подвергались цензуре, а после 1923 года он перестал писать, Кита вдохновлял крайне правые силы в японской политике 1930-х годов. Особенно это касалось его пропаганды территориальной экспансии и военного переворота. Правительство считало идеи Киты разрушительными и опасными. В 1936 году он был арестован по подозрению в участии в неудавшейся попытке государственного переворота 26 февраля 1936 года и казнён в 1937 году. Настоящее имя — Тэрудзиро Кита (北 輝次郎).

## Предыстория
Кита родился на острове Садо в префектуре Ниигата. Его отец был торговцем сакэ и первым мэром местного города. Остров Садо прославился тем, что раньше он служил местом ссылки, поэтому он имел репутацию мятежного места. Но Кита только гордился этим. В юности он изучал китайскую классику, а в 14 лет начал интересоваться социализмом. В 1900 году он начал публиковать статьи в местной газете, критикуя теорию «Кокутай» («Государственного устройства»). Это привело к полицейскому расследованию, которое позже было прекращено. В 1904 году он переехал в Токио, где слушал лекции в университете Васэда, но так и не получил университетского диплома. Он познакомился со многими влиятельными представителями раннего социалистического движения в Японии, но быстро разочаровался в идеях социализма. По его словам, движение было полно «оппортунистов».

## Убеждения
Икки Кита выступал за государственный социализм (крайне консервативный и весьма своеобразный после переосмысления его Китой), совмещая эти убеждения с ультранационализмом. В итоге получилась смесь, которую современные исследователи с определенными оговорками классифицируют как фашизм и национал-большевизм. Был крупнейшим идеологом оккупации Японией Азии, хотя и не дожил до основного этапа последней.

## Предложение эсперанто
В 1919 году Кита выступил с предложением о том, чтобы Японская империя приняла эсперанто в качестве официального языка. Он предвидел, что спустя сто лет после принятия эсперанто этот язык станет единственным средством общения как в самой Японии, так и на обширных территориях, которые, согласно теории естественного отбора, будут завоеваны империей. По мнению Киты, японский язык мог бы стать санскритским или латинским эквивалентом империи. Кита считал, что система письма японского языка слишком сложна для того, чтобы её можно было навязать другим народам. Он также утверждал, что латинизация не подойдёт, а английский язык, который преподавался в японской системе образования в те времена, не был освоен японцами. Более того, он считал, что английский язык является «ядом для умов» японцев, как опиум уничтожил китайцев. По его мнению, единственная причина, по которой английский ещё не уничтожил Японию, заключается в том, что немецкий язык имел большее влияние, чем английский. Кита также призывал изгнать английский язык из страны. Вдохновением для Киты послужили несколько китайских анархистов, с которыми он подружился в начале двадцатого века. Они призывали заменить эсперанто на китайский язык.

## Арест и казнь
Книга Киты «Общий план» оказала значительное влияние на некоторых японских военных, особенно на фракции Императорской армии Японии, участвовавшие в неудавшемся перевороте 1936 года. После попытки государственного переворота Кита был арестован японской военной полицией за соучастие, предстал перед закрытым военным судом и был казнён.